# Officine Cardi
Le Officine Cardi nascono nel 1919 come azienda artigiana diventando con il tempo azienda leader del settore metalmeccanico specializzata nella costruzione di rimorchi e semirimorchi.
Ora conta una produzione di circa 1.300 veicoli annui, di cui il 5% esportati in Europa. La sede storica era a Chievo, nell'immediata periferia della città di Verona.

Rimorchio inizio secolo

Alla guida per vari anni vi fu Roberto Cardi, fratello di Adua Campedelli Cardi, il cui figlio Luca Campedelli è stato presidente del Associazione Calcio ChievoVerona. Roberto Cardi è stato Presidente dell'ANFIA (Associazione Nazionale fra Industrie Automobilistiche) ed è Presidente del Comitato ExpoTransport.
Dopo che una nuova proprietà aveva unito l'azienda a Viberti e Merker creando la Compagnia Italiana Rimorchi, nel 2014 il gruppo è stato messo in liquidazione.

## Nuova società
Insieme a quelli Viberti e Merker, il marchio Cardi è stato acquisito nel 2015 dal gruppo Wielton e viene utilizzato da una nuova società, la Italiana Rimorchi.